# Svesinglejr
Svesinglejren eller Husum-Svesing kz-lejr i Svesing (tysk navn: Schwesing) ved Husum i det sydvestlige Sydslesvig var som den tilsvarende lejr i Ladelund en del af udekommandoen fra koncentrationslejren i Neuengamme ved Hamborg, hvor over halvdelen af de 106.000 fanger, der fra 1938 til 1945 passerede, mistede livet .
Lejren i Svesing blev oprettet i 1938 af Reichsarbeitsdienst og var beregnet til ca. 300 arbejdere, der var beskæftiget på den nærliggende militære flyveplads. Koncentrationslejren i Svesing bestod kun i tre måneder. Den blev oprettet den 5. september 1944 og lukket den 29. december samme år.
Under ledelse af SS-kommandanten Hans Hermann Griem anbragtes KZ-fangerne i gamle nedslidte barakker, indhegnet af pigtråd og udstyret med vagttårne. I lejren var ca. 2.500 fanger fra fra Nederlandene, Frankrig, Polen, Sovjetunionen, Danmark og andre europæiske lande. En del af dem var danskerne. Mellem 300 og 500 fanger døde som en følge af tvangsarbejde, underernæring og tortur. Barakerne selv var beregnet til højst 400.
Kz-fangerne blev transporteret i kreaturvogne fra Neuengamme og blev tvunget til at grave pansergrave i den tunge marskjord til den såkaldte Friservold, som var en del af nazisternes atlantvold. Efter at Friservolden blev opgivet i december 1944, blev lejren i Svesing lukket. De døde blev begravet tæt ved i massegrave på kirkegården "Husumer Ostfriedhof" i Husum. Blandt de døde i Svesing var også mange danskere, bl.a. politimester Jørgen Bech Simony fra Varde.
Først ved en mindehøjtidelighed den 30. januar 1983 i Husum berettede overlevende fra lejren om dens eksistens. Selv om mange borgere i Husum må have kendt til lejren, blev det fortiet, indtil en lærer og hans folkeskoleklasse i 1970'erne opdagede dens eksistens og begyndte at undersøge gamle arkiver. Den sidste overlevende danske kz-fange fra udelejren Husum/Svesing er Einar Brøgger, Hammelev, 1924-, der blev taget af gestapo i juni 1944.
Einar Brøgger fortæller:
| Citat | Jeg blev sammen med et kontingent på 1500 fanger, hvoriblandt 100 var danske, sendt til en Neuengamme-udelejr i Husum/Schwesing, hvor vi skulle grave pansergrave. Det var et vådt og hårdt arbejde. Så snart vi kom et par spadestik ned, piblede grundvandet op, og når vi om aftenen vendte hjem til lejren, sov vi i vores våde tøj. Der var ikke andre muligheder for at få det tørret. Der blev ikke fyret i kakkelovnen. Morgenmaden bestod af kaffeerstatning og en humpel rugbrød, og der blev kun serveret kålrabisuppe. Noget tyndt pjask uden næring, men hvor man engang imellem kunne være heldig at finde nogle klumper, der lignede kød. Arbejdet med pansergravene sluttede lige før jul, og da var vi kun 427 tilbage af de oprindeligt 1500 fanger. | Citat |
|       | |       |

Mindelunden, der blev oprettet i 1987 af Nordfrislands Kreds, består af en mindre bygning, samt ca. 300 små opstandere i jern med navnet på hver enkelt af de omkomne i lejren

## Udelejren Ladelund
Den 1. november forlod ca. 1.000 fanger Husum-Svesing. Sammen med yderligere 1.000 fanger fra Neuengamme ankom de til Agtrup, hvorfra de marcherede til KZ-lejr Ladelund ved Ladelund, som ligger få kilometer syd for den danske grænse. Betingelserne var lige så katastrofale som i Svesinglejren, i de seks uger lejren fungerede til den 16. december 1944 døde 300 fanger i Ladelund. De er begravet på kirkegården i Ladelund.
Ladelund og Husum-Svesing blev af fangerne kaldt "dødslejren". Det antages at indtil 5000 fanger har opholdt sig i de to udelejre. Det nøjagtige antal fanger og hvor mange af dem, der døde, er ikke kendt. Mange fangerne døde i lejrene og under transporten.